# مغارة سؤادا
مغارة سؤادا هي مغارة بركانية طبيعية في سوريا، في منطقة السويداء.

## عن المغارة
تقع المغارة في محافظة السويداء قرب بلدة الرضيمة الشرقية وتسمى منطقة سطح نملة (أرض الكراع). ذات منشأ بركاني يعود تاريخها إلى الفترة التي كان بركان جبل العرب نشيطاً أي في العصر الحجري القديم، وهو عصر بدأ منذ نحو 40 ألف عام قبل الميلاد واستمر حتى آخر الألف الثالث قبل الميلاد. وسميت (سؤادا) نسبة لاسم السويداء القديم. وقام باستكشافها الجمعية السورية للاستكشاف والتوثيق.

## وصف المغارة
تمتد المغارة لمعق 3000 متر (المستكشف حتى الآن)، مع وجود تيار هوائي قوي يشير لوجود فتحات أخرى غير مكتشفة. وتتكون بمحملها من صخر بركاني، وتنتشر فيها صواعد ونوازل كلسية ذات لون أحمر لانحلال أكاسيد الحديد فيها.

## استثمارها سياحيا
غير مستثمرة.